# Fort Van Haasdonk
 (novembre 2020).
Si vous disposez d'ouvrages ou d'articles de référence ou si vous connaissez des sites web de qualité traitant du thème abordé ici, merci de compléter l'article en donnant les références utiles à sa vérifiabilité et en les liant à la section « Notes et références ».

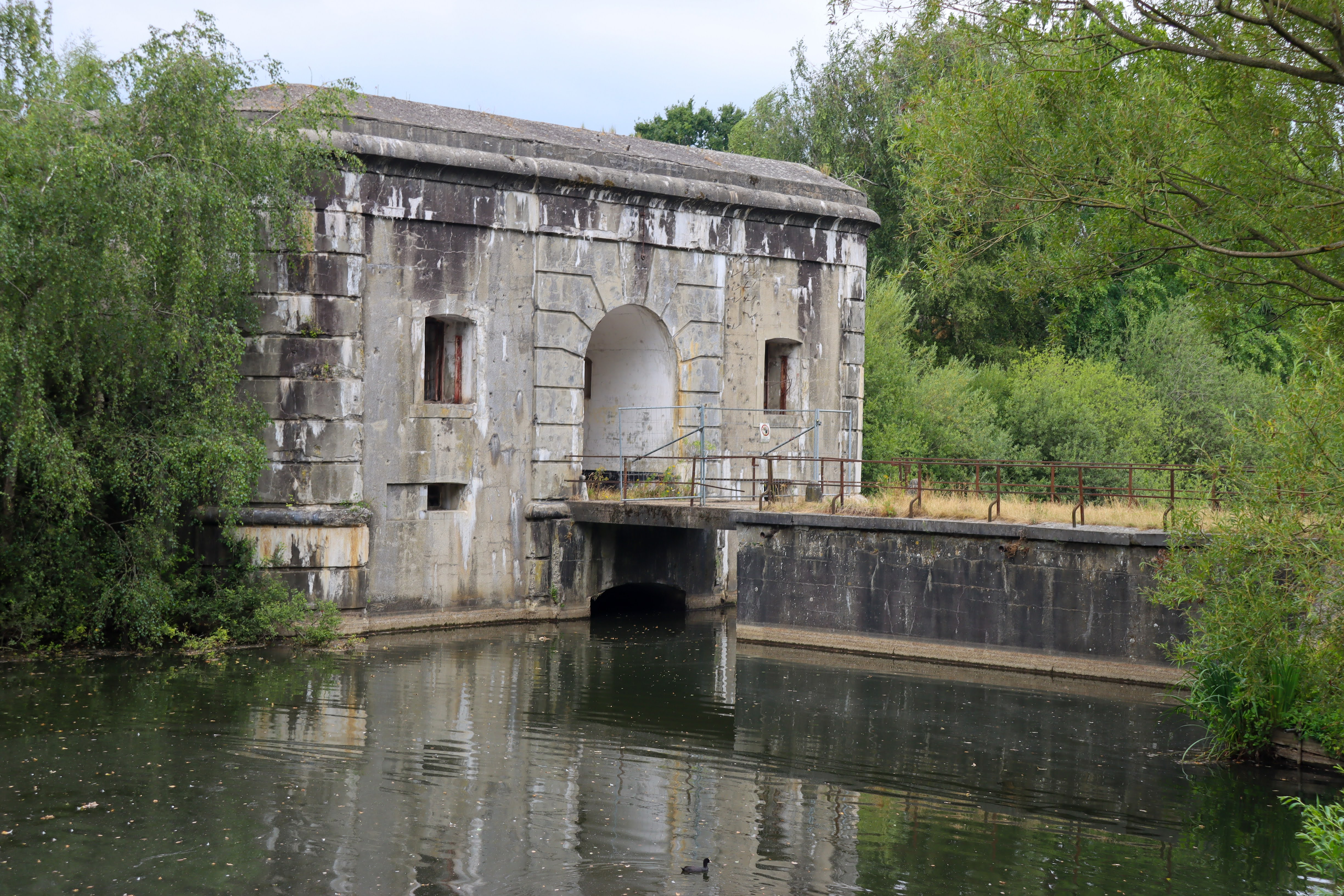
L'entrée du Fort Van Haasdonk

Le fort van Haasdonk fait partie de la ceinture de forteresse autour d'Anvers (la soi-disant ligne de défense d'Anvers). Le fort, construit avant la Première Guerre mondiale, n'a jamais été utilisé, il a donc été bien conservé.

## Histoire
Le Fort van Haasdonk fait partie de la ligne de défense d'Anvers. Jusqu'à ce que la ligne de défense d'Anvers soit décidée par le choix d'Anvers comme Réduit national en 1859. L'idée derrière cela était qu'Anvers était le mieux adapté comme dernier rempart jusqu'à ce que l'aide des alliés puisse arriver. Le réduit national consisterait en 1) un mur de siège, 2) une ceinture de forteresse et 3) des inondations. La ceinture de forteresse se composerait de huit forts de Brialmont (construits en 1859) dans une ceinture de 18 km de long de Wijnegem à Hoboken. Après la guerre franco-prussienne de 1870, il fut d'abord décidé de construire trois forts de tête de pont puis de construire une ligne extérieure adaptée aux armes plus modernes. Ce dernier plan a été ratifié par la loi du 30 mars 1906. Cette résistance principale comprenait 16 forts et 10 rampes sur la rive droite et 5 forts et 2 rampes sur la rive gauche. En plus des forts existants Steendorp, Kruibeke et Zwijndrecht, il s'agissait de Haasdonk et Doel (jamais construits). Le plan de 1905 prévoit également des forts à Nieuwkerken, Verrebroek et St-Antoniushiek. La construction du fort Haasdonk par la firme Bolsee débuta en 1908. Le fort fut achevé en juillet 1913. Le fort était - comme la plupart des autres forts - à peine armé au début de la Première Guerre mondiale.

## Le fort
Le fort Haasdonk - comme les autres forts à caponnières conjointes - a une structure trapézoïdale entourée d'un fossé de 50 m de large. La superficie était d'environ 22 hectares. Le fort est un soi-disant fort de second ordre (comme Broechem, Breendonk, Ertbrand, Liezele) avec un armement et une puissance de feu légèrement plus légers que les forts de premier ordre (tels que Oelegem et Koninkshooikt). Le fort était construit en béton non armé et devait supporter un calibre de 21 cm. Peu avant la Première Guerre mondiale, cependant, les Allemands développèrent une artillerie contre laquelle le béton non armé offrait une résistance insuffisante. C'était le Motor-Mðrser M1 de 30,5 cm, de Skoda en Autriche. Celui-ci avait une pénétration très élevée à l'époque et était facile à transporter via des tracteurs.

## Armement
Le fort Haasdonk était un soi-disant fort du second ordre avec des caponnières conjointes. L'armement du fort Haasdonk pour longue portée se composait d'une coupole avec deux canons de 15 cm, deux coupoles pour un obusier de 12 cm, quatre coupoles pour un canon de 7,5 cm, deux horloges d'observation. En outre, il y avait une défense de fossé de seize canons à tir rapide de 5,7 cm et d'un élément dit de grand flanc (« batterie traditionnelle »), c'est-à-dire des tirs d'entretien entre les forts (deux canons de 7,5 cm et deux canons de 12 cm).

## Pari
En temps de guerre, le fort de Haasdonk pouvait accueillir environ 330 hommes. Le fort n'a pas pu agir pendant la Première Guerre mondiale. Le bombardement et l'élimination des forts Walem et Sint-Katelijne-Waver, sur lesquels l'attaque allemande à l'artillerie lourde était concentrée, ont entraîné la perte de la forteresse d'Anvers.
Aucun ajustement n'a été apporté au fort entre les deux guerres mondiales. Après la Première Guerre mondiale, le fort est déclaré inadapté et ne sert que d'entrepôt. Le fort n'a pas non plus fait campagne pendant la Seconde Guerre mondiale. En 1944, les Allemands y installèrent des canons anti-aériens. À la fin de la Seconde Guerre mondiale, il a servi d'abri contre les missiles V1. Il a également servi de stockage dans les premières années après la guerre.

## Aujourd'hui
Dans le plan régional, tout le fort est toujours coloré comme une zone militaire. Le 4 février 2002, le fort avec les bâtiments, la route couverte, le glacis, les douves, la route qui mène au fort et les parcelles sur lesquelles se trouvent les maisons des gardiens, ont été protégés comme monument. Ce n'est qu'en 2005 que 2,5 tonnes de vieilles munitions ont été retirées des douves autour du fort. Une partie de celui-ci (environ 250 kg) a explosé dans le fort du dôme principal, c'est-à-dire celui du canon de 15 cm. Début juin 2013, on a appris[Qui ?] que le fort avait été acheté pour 287 000 euros par Fernand Huts, PDG de Katoen Natie. Une autre destination n'a pas été révélée. Le fort est maintenant géré par NatuurpuntWAL. Le fort sert de réserve d'hivernage aux chauves-souris. Les dénombrements en 2006 montrent qu'environ 268 spécimens de cinq espèces hivernent. Les principales espèces sont la chauve-souris aquatique et la chauve-souris barbue. De plus, le fort est le seul endroit en Belgique où pousse l'herbe feutrée allemande. Il n'est pas accessible au public.